# Université de technologie de Compiègne
Université de technologie de Compiègne è un'università pubblica di ricerca situata a Compiègne, in Francia. Un principio fondamentale dell'UTC è la formazione di ingegneri e cittadini ispirati alla filosofia umanista. Oltre alla formazione in scienze di base (ad esempio, matematica e fisica teorica) e scienze ingegneristiche (ad esempio, termodinamica e fisica dei polimeri), il curriculum enfatizza anche le scienze umane e sociali (ad esempio, filosofia, storia della scienza e dell'ingegneria, giornalismo). L'obiettivo generale è quello di formare scienziati e tecnologi umanisti in grado di risolvere i problemi in un quadro consapevole ed etico delle conseguenze ambientali, sociali e sociali.

## Professori famosi
- Bernard Stiegler, un filosofo francese